# Issachar Berend Lehmann
Issachar Berend Lehmann, Berend Lehmann, Jissachar Bermann Segal, Jissachar ben Jehuda haLevi, Berman Halberstadt (geboren am 23. April 1661 in Essen; gestorben am 9. Juli 1730 in Halberstadt) handelte in Luxusgütern, war Bankier, Münzagent, Heereslieferant sowie Verhandlungsdiplomat und wirkte als Hoffaktor hauptsächlich für August den Starken. Dank seines vielseitigen Wirkens, seines zeitweiligen Reichtums, seiner Privilegien und seines sozialen und kulturellen Engagements war er um 1700 eine in Mittel- und Osteuropa berühmte jüdische Autoritätsperson.

## Name
Lehmanns biblisch-hebräischen Eigennamen Jissachar (Issachar) assoziierten Juden traditionell mit dem Symboltier Bär; er wurde deshalb als Bärmann im Jiddischen nachgebildet. Hochdeutsch wurde daraus Berend. Sein Vater hieß hebräisch Jehuda, dessen biblisches Symboltier der Löwe ist, jiddisch deshalb Lema oder Lima (Löwenmann). Weiter eingedeutscht wurde daraus Lehmann. Also: Bärmann, Sohn des Löwenmannes; der Zusatz haLevi bzw. Segal bedeutet: zur religiösen Elite der Priestergehilfen (Leviten) gehörend.

## Leben

### Herkunft und Ausbildung
Lehmanns Vater gehörte in Essen zur jüdischen Oberschicht, aus der auch sein in Bochum geborener, später in Hannover etablierter Schwager stammte, der Hofjude Leffmann Behrens. Bei ihm, so nahmen ältere Biographen an, wurde Berend Lehmann ausgebildet, für ihn tätigte er Kommissionsgeschäfte. Mit ihm zusammen wurde er 1692 an Verhandlungen Herzog Ernst Augusts von Hannover-Calenberg zum Erwerb der Kurfürstenwürde am Kaiserhof in Wien beteiligt. Urkundlich greifbar wird Berend Lehmann zuerst 1687 als 26-jähriger Händler auf der Leipziger Messe, wo er in der Folge häufig zu den damals drei alljährlichen Messeterminen präsent war. 1694 wurde er brandenburgischer Münzagent und Hoffaktor.

### Familie und eigenes Geschäft in Halberstadt

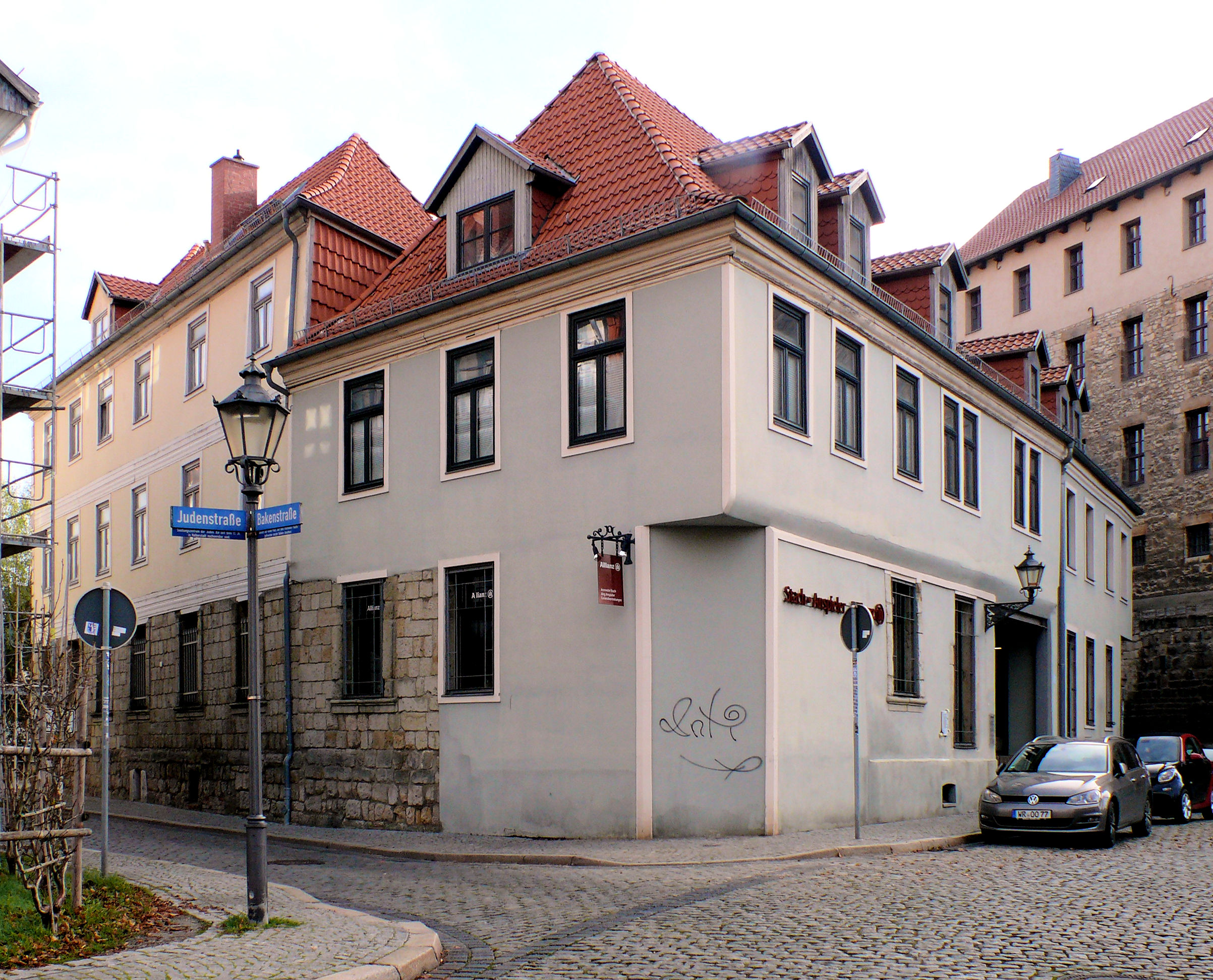
Lehmanns erstes eigenes Haus, Bakenstraße 37 unterhalb der fürstlichen Regierung, 1689 erbaut (Eckbau vorn) und um 1700 nach rechts erweitert, moderne Fassade von 1924

Sein Wohnort war Halberstadt, wo er 1688 in der Judenliste als verheiratet mit Miriam erscheint, einer Tochter des Schutzjuden Joel Alexander. Er leitete seine Vergleitung (rechtlich gesicherte Duldung) von dessen Schutzbrief ab. Zwei Jahre später wurde sein erster Sohn, Lehmann Behrend, geboren. Er baute ein bescheidenes Haus im Judenviertel von Halberstadt (Bakenstraße 37 links, in Teilen noch erhalten im Gesamtkomplex Klein Venedig). Bei seinem Landesherrn, dem brandenburgischen Kurfürsten Friedrich III., erreichte er, dass er sich ein zweites, repräsentatives Haus in Halberstadt kaufen durfte (Bakenstraße 28), eine Ausnahme für einen Juden. Ein Hinterhaus ließ er abreißen und errichtete einen Neubau für ein künftiges Thora-Talmud-Lehrhaus (eine Jeschiwa), das wohl als Ausgangspunkt eines Gemeindezentrums mit künftiger Synagoge gedacht war. Aber der Weiterbau wurde ihm verboten. Und noch ehe er zwei Nachbargrundstücke hinzukaufen konnte, wurde die Immobilie für neu aufgenommene französisch-reformierte Glaubensflüchtlinge (Hugenotten) konfisziert. Die Intervention seines Gönners August des Starken blieb erfolglos.

### Dienstleister für August den Starken
Ab 1695 stand er in Geschäftsverbindung mit dem kurfürstlich-sächsischen Hof. Zwei Jahre später wurde er von August dem Starken mit Verhandlungen betraut, um den Erwerb der polnischen Königskrone finanziell zu sichern. Er erhielt die Vollmacht, außerhalb des Kernlandes liegende sächsische Exklaven zu verkaufen oder zu beleihen, und besorgte von christlichen und jüdischen Geschäftspartnern Kredite in Millionen-Gulden-Höhe, die der geschickt taktierende sächsische Feldmarschall Jacob Heinrich von Flemming mit dazu verwendete, der Mehrheit des polnischen Adels die Wahl Augusts zum polnischen König nahezulegen. In Anerkennung solcher Dienste machte August Berend Lehmann lediglich zum Königlich polnischen Residenten im Niedersächsischen Kreis, ein nur vage definiertes Privileg, auf das sich Lehmann mit mehr oder minder Erfolg immer wieder berief.
Zwischen 1700 und 1704 war Berend Lehmann als Geld- und Materiallieferant für August den Starken im Nordischen Krieg tätig. Briefe aus jener Zeit zeigten ihn, wie er auf den baltischen Kriegsschauplätzen sich um immer neue Kredite bemühte und sich um deren Tilgung sorgte; sie enthielten auch Erörterungen über die politische und militärische Lage.

### Talmuddruck

Titelseite des Talmud von 1697 (Traktat Schabbat)

Eine religiöse Großtat vollbrachte er: Als der Dessauer Hofjude Wulff den Talmud neu drucken lassen wollte und darum in Finanzschwierigkeiten geriet, übernahm Lehmann in Frankfurt (Oder) das Druckprivileg, „er lässt Gold aus seiner Tasche fließen“, so dass die 12-bändige Ausgabe mit 2000 Exemplaren innerhalb von knapp zwei Jahren (1697–1699) fertiggestellt werden konnte. Lehmann verschenkte eine große Anzahl der Bücher an mittellose jüdische Gemeinden.

### Neue Ehe und Gemeindedienst in Halberstadt
1707 starb Lehmanns Gattin Miriam; darauf heiratete er erneut, und zwar Hannle, eine Tochter des Judenvorstehers Mendel Beer in Frankfurt am Main. In den Jahren 1707/1708 baute er, von der örtlichen preußischen Verwaltung behindert, aber gefördert von der an Einnahmen interessierten Berliner Hofkammer, in Halberstadt das bescheidene Fachwerkhaus Bakenstraße 37 zu einem umfangreichen Gebäudekomplex aus, in dem er außer den Geschäftsräumen (dabei Warenlager und Weinkeller) und seiner wachsenden Familie auch die entsprechende Dienerschaft unterbrachte. Dort beherbergte er daneben „aus Barmherzigkeit, damit sie ihren Gottesdienst verrichten können“ sechs arme jüdische Familien. Als einer der drei Vorsteher der Gemeinde hatte er die Aufgabe, die von König Friedrich Wilhelm I. (dem Soldatenkönig) immer wieder verlangten jüdischen Sonderabgaben auf die Gemeindemitglieder zu „repartieren“ (aufzuteilen). Er trug selbst den Löwenanteil an diesen Lasten.

### Zweiggeschäft in Dresden
Von August dem Starken erhielt er am 8. März 1708 einen Schutzbrief und die Erlaubnis, in Dresden ein Haus zu erwerben. Lehmann arbeitete nun als Münz-Entrepreneur (Silberlieferant der Münze) auch für den sächsisch-polnischen Staat. Ebenso besorgte er Edelsteine für das spätere Grüne Gewölbe. Daraus entstand 1708 eine neue Dresdner Filiale des Halberstädter Geschäftes, in dem neben Berend Lehmann und seinem Schwager Jonas Meyer auch der jetzt 18-jährige älteste Sohn, Lehmann Behrend, tätig war. Die Lehmanns und Jonas Meyer waren zwar die einzigen „vergleiteten“ Juden in Sachsen; das große Geschäft (ab etwa 1720 repräsentativ im Alten Posthaus, Landhausstraße 13) beschäftigte und beherbergte allerdings bis zu 70 jüdische Angestellte, die nicht selbst vergleitet waren.

### Landwirtschaft und Druckerei in Blankenburg

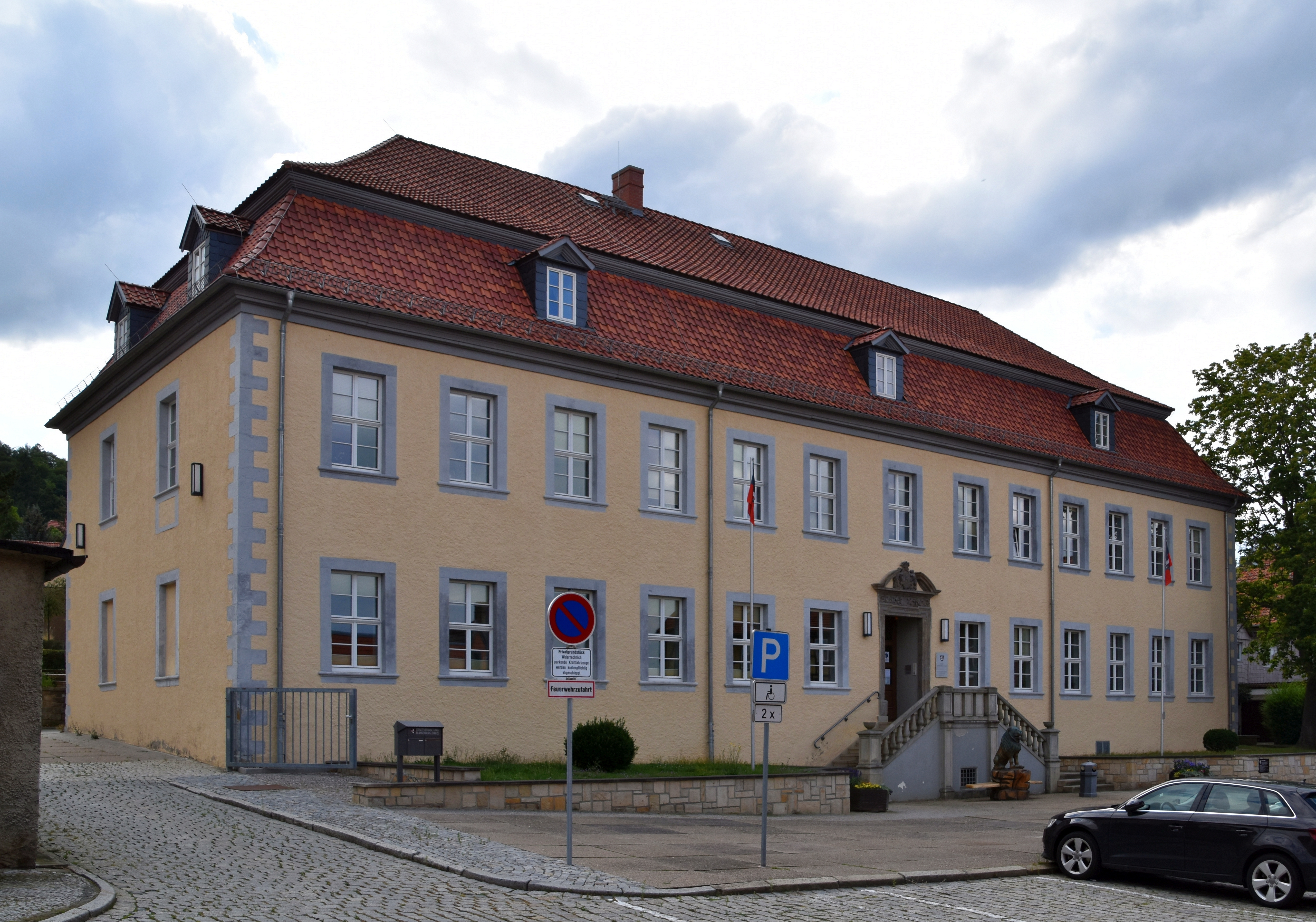
Ansicht des Herrenhauses von Lehmann in Blankenburg (später Faktorei, jetzt Stadtverwaltung)

Von Halberstadt aus erwarb Lehmann 1717 im benachbarten Blankenburg (Harz) einen landwirtschaftlichen Betrieb von 75 ha, zu dem ein repräsentatives Herrenhaus gehörte (danach Judenhof) genannt. Landbesitz war Juden in Europa damals generell noch nicht erlaubt. Lehmann verdankte dieses Privileg guten Geschäftsverbindungen zu Herzog Ludwig Rudolf von Braunschweig. Er gründete in Blankenburg auch eine hebräische Druckerei, die von dem Köthen-/Jeßnitzer Drucker Israel Abraham geleitet wurde. Diese scheiterte nach kurzer Zeit an Problemen mit der christlichen Zensur.

### Außenpolitische Initiative
Im Jahre 1721 unternahm Lehmann einen abenteuerlichen Versuch, die Herrscher Preußens und Sachsens zur Teilung Polens zu veranlassen, wo er große Außenstände hatte. Die hoffte er in dem für Preußen vorgesehenen Teilgebiet eintreiben zu können. Auch Kaiser Karl VI. und Zar Peter der Große sollten von der Teilung profitieren. Den Kaiser versuchte er über dessen Schwiegervater, den Blankenburger Fürsten Ludwig Rudolf, zu interessieren. Der Zar, von Preußen eingeweiht, reagierte zornig und verlangte die strenge Bestrafung des Juden. Diesen bewahrte August der Starke vor dem Tod, die Gnade des Gönners durfte er sich durch ein wertvolles Geschenk zurückerwerben.

### Schwierigkeiten in Hannover und Dresden
Zur gleichen Zeit verlor er größere Kapitalien, die ihm unrechtmäßigerweise konfisziert wurden, als sein Schwiegersohn Isaak Behrens, Hofjude in Hannover, Bankrott machte und Lehmann beschuldigt wurde, aus der Konkursmasse Wertpapiere, Geld und Juwelen für Behrens gerettet zu haben. Die kurhannoversche Justizkanzlei wollte ihm in Hannover den Prozess machen, aber Preußenkönig Friedrich Wilhelm I. verweigerte die Auslieferung seines Schutzjuden. Über die Frage des Prozessortes entstand ein jahrelanger Streit zwischen den Berliner und den hannoverschen Justizbehörden. Lehmann versuchte, durch eigene Zugeständnisse und über Verzicht anderer jüdischer Gläubiger einen Vergleich mit den übrigen Gläubigern zustande zu bringen, protestierte auch mehrfach leidenschaftlich gegen die unmenschliche Behandlung seiner fünf Jahre lang eingekerkerten und schließlich gefolterten hannoverschen Verwandten, beides vergeblich. Ab etwa 1722 regte sich in Dresden antijüdischer Protest der sächsischen Stände (in ihnen besonders aktiv: Kaufmannschaft und Geistlichkeit) gegen die Lehmanns und Meyer, den August der Starke lange Zeit abwehrte, dem er aber schließlich ab 1722 mehr und mehr nachgab. Der Warenverkauf musste eingestellt werden. Nur das Bankgeschäft bestand zunächst weiter.

### Bankrott und Tod

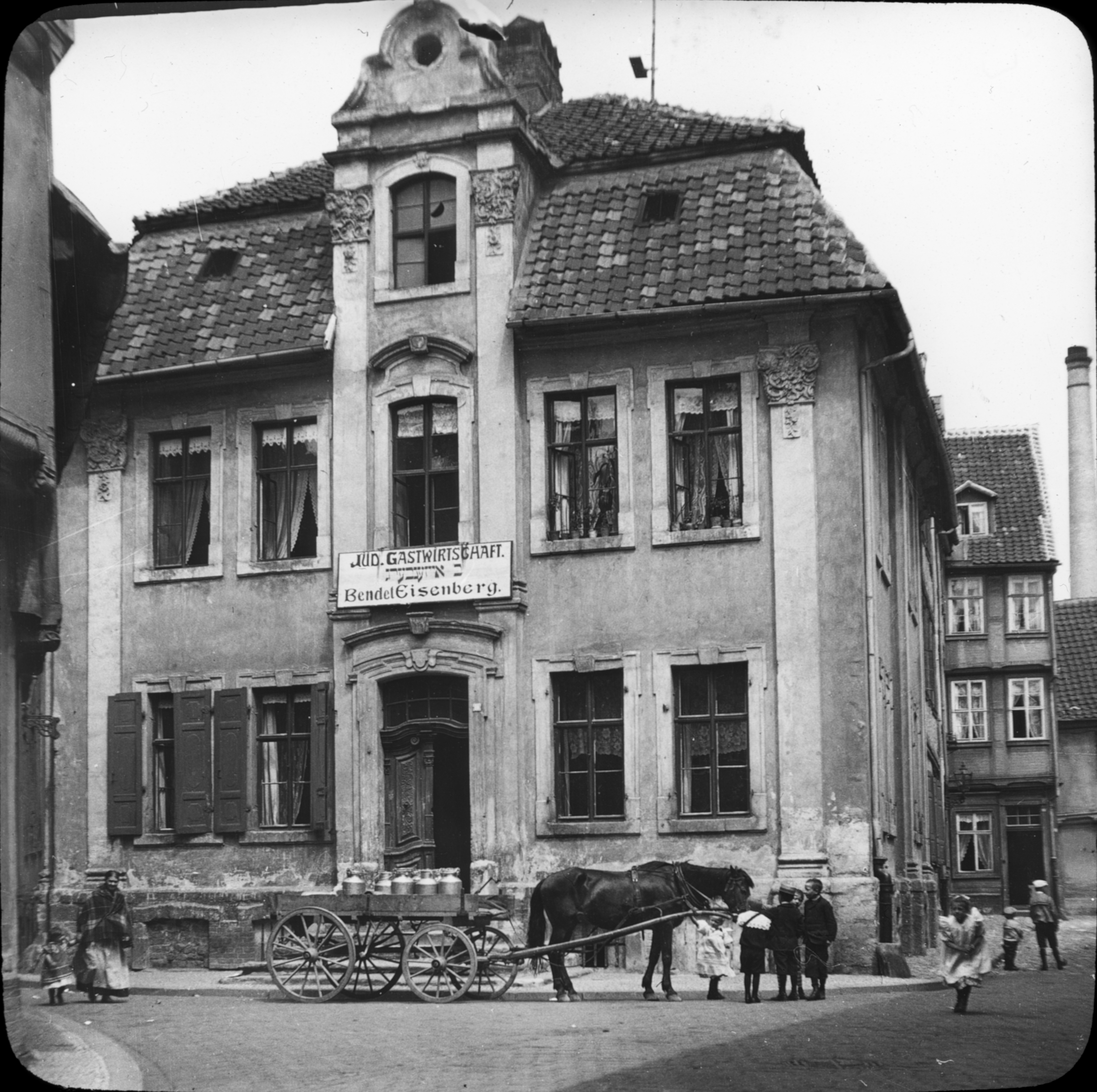
Palais Berend Lehmann, Judenstraße 16 in Halberstadt, das Lehmann sich 1728–30 erbaute und 1986 abgerissen wurde, Photo nach 1910

Weitere ungeklärte Verluste kamen hinzu, so dass 1727 Lehmanns eigener Bankrott eintrat. Anfang 1730 konnte er eine Forderung des Markgrafen von Bayreuth in Höhe von 6000 Talern aus dem Jahre 1699 nicht abwehren. Er hatte Mühe, sich von dem an ihm „exekutierten“ Hausarrest zu befreien, indem er sich Geld lieh. Nach seinem Tode am 9. Juli 1730 kamen Forderungen von mehreren 100 000 Talern auf den Nachlass zu, die durch den Verkauf einiger seiner Immobilien teilweise befriedigt wurden. Die Schutzmaßnahme, seinen Kindern rechtzeitig Teile seines Vermögens zu schenken, gelang nicht. Auch sein Sohn Lehmann Behrend „banqueroutierte“.
Rechtzeitig hat Berend Lehmann allerdings zwei wichtige Stiftungen ausgestattet; die eine verschaffte jungen Brautpaaren aus der Halberstädter Gemeinde eine Aussteuer; die andere sicherte den Gelehrten seiner Thora-/ Talmud-Akademie, der Klaus, ein Grundeinkommen. Sie erfüllte ihren guten Zweck bis zur Auflösung der Gemeinde in der Folge der Novemberpogrome von 1938.
Sein Grabstein auf dem ältesten Halberstädter Judenfriedhof „Am Roten Strumpf“ ist erhalten; die Inschrift singt sein Lob als Förderer rabbinischer Gelehrsamkeit, als Gemeindewohltäter und Anwalt vor allem der polnischen Juden.

## Rezeption

### Heiliger und Held
Sein Bild ist zunächst geprägt durch Eulogien und Legenden in den hebräisch bzw. jiddisch verfassten Gemeindechroniken. Diese wurden 1866 durch den Rabbiner Benjamin Hirsch Auerbach in seine Geschichte der israelitischen Gemeinde Halberstadt aufgenommen. Auerbach behandelt die Legenden mit einer gewissen Skepsis, prinzipiell aber großer Hochachtung. Etwa zur gleichen Zeit schrieb der orthodoxe Mainzer Rabbiner und Publizist Marcus Lehmann für seine Jüd. Volksbücherei den zweibändigen Roman Der Königliche Resident, in dem er Berend Lehmann als frommen Patriarchen verklärt und auf weiten Reisen spannende Abenteuer erleben lässt. Über das Berend-Lehmann-Bild der beiden letztgenannten Autoren schreibt die Frankfurter Judaistin Lucia Raspe (2002), es habe „nicht notwendig mit historischer Realität zu tun; es ist ein Konstrukt, entstanden am Schreibtisch von Benjamin Hirsch Auerbach und Marcus Lehmann, ein Identifikationsangebot.“

### Objektivere Biografen
Zwei Jahrzehnte nach Auerbach schrieb ein Urururenkel Berend Lehmanns, der Dresdner Anwalt und Politiker Emil Lehmann, über seinen berühmten Ahn einen Beitrag (1885), der zum ersten Mal sauber archivalisch abgesichert war. Er betonte dessen Geschick im Umgang mit der Obrigkeit und die weise Voraussicht, mit der er seine Stiftungen anlegte. Als Reformjude sah Emil Lehmann seinen orthodoxen Urahn zwar mit Sympathie, aber als einer vergangenen Zeit mit überholten Lebensprinzipien zugehörig.
Um die Wende zum 20. Jahrhundert beschäftigte sich der Dessauer Rabbiner Max Freudenthal mit Lehmanns Verdiensten um den hebräischen Buchdruck. Mit großer Akribie untersuchte er die Entstehungsumstände von Lehmanns Talmud-Edition, insbesondere sein gespanntes Verhältnis zu dem Drucker Michael Gottschalk, und zeigte damit Lehmann zum ersten Mal als robusten Geschäftsmann. Ebenso beschrieb Freudenthal das fruchtbare Verhältnis Lehmanns zu seinen Klausgelehrten und zu dem Jeßnitzer Drucker Israel Abraham.
Einen weiteren Schritt in Richtung auf eine historisch objektive Einschätzung Berend Lehmanns tat der Berliner Archivar Josef Meisl 1924. Er gibt insgesamt 16 Briefe heraus, die Lehmann von den Schauplätzen des Nordischen Krieges nach Dresden schrieb. Sie machen des Residenten umfangreiche Tätigkeit als Heereslieferant anschaulich, ebenso seine Versuche, das politische Geschehen mitzugestalten (die Meisl allerdings als dilettantisch bewertet).

### Selma Stern gegen antisemitische Zerrbilder
Einen großen Schub gab die Historikerin Selma Stern, die zwischen 1925 und 1962 erst das Thema der Juden in Preußen, dann speziell die Hofjuden bearbeitete. Durch ihre Dokumentensammlung wurde Lehmanns Tätigkeit in der Halberstädter Gemeinde und für die gesamte jüdische Gemeinschaft klarer erkennbar. In ihrem Buch stellt sie ihn als „eigentlichen Hofjuden“ (methodisch riskant) dem kritisch beurteilten Joseph Süß Oppenheimer gegenüber.
Der nationalsozialistische Antisemitismus brachte zwei Werke über Berend Lehmann hervor, eine Karikatur als „Wucherjude“ durch Peter Deeg und eine problematische Darstellung durch Heinrich Schnee, die noch in den 1950er Jahren erscheinen konnte.

### Rückfälle und neue Objektivität
1970 folgte mit Juif de Cour des französischen Privatgelehrten Pierre Saville die erste Monografie über Berend Lehmann, die allerdings nur das „Identifikationsangebot“ Auerbachs/Marcus Lehmanns weiter ausmalte. In noch stärkerem Maß tat dies der amerikanische Rabbiner Manfred R. Lehmann.
Kritische Lehmann-Forschung an den Quellen betrieben erst wieder im ersten Jahrzehnt des 21. Jahrhunderts Lucia Raspe und Berndt Strobach, dessen Buch von 2011 den aktuellen Forschungsstand wiedergibt.

## Bedeutung
Berend Lehmann ist eine der höchstgeschätzten jüdischen Persönlichkeiten seiner Zeit; er gehört mit den Wienern Wertheimer und Oppenheimer sowie mit dem Württemberger Joseph Süß Oppenheimer, dem Hannoveraner Leffmann Behrens und dem Frankfurter Mayer Amschel Rothschild zu den großen Hofjuden. Sein ehrgeiziges Bestreben, im Leben seiner Zeit entscheidend mitzuwirken, machten ihn, nicht unähnlich seinen adligen christlichen Zeitgenossen, zu einer barocken Persönlichkeit. Sie brachten ihn naturgemäß in Konflikt mit den christlichen Obrigkeiten. Im Judentum war er das Muster eines reichen Mannes, der als frommer Mensch gleichzeitig als Wohltäter seiner Gemeinschaft wirkte.

## Familie
Berend Lehmann war zweimal verheiratet:
1. Miriam Joel (gestorben 1707), Tochter des Rabbiners Joel Alexander Halberstadt
2. Hannele Beer, Tochter des Vorstehers Mendel Beer in Frankfurt, heiratete nach Berend Lehmanns Tod den Hoffaktor Michael David

Kinder:
- N.N., Tochter, ⚭ Jacob Hannover (gestorben 1784), Klausrabbiner
- N.N., Tochter, ⚭ Mose Kann aus Frankfurt
- Serchen (Sara), gest. 10. Dezember 1763, verheiratet mit dem kaiserlichen Hoffaktor Löb Wertheimer[32][33], Sohn von Samson Wertheimer
- Lea ⚭ Isaak Behrens, Hoffaktor und Kammeragent in Hannover, später in Halle, Hamburg und Altona
- Lehmann Berend (gestorben 1774), Kriegslieferant in Hannover, Hoffaktor in Dresden
- Mordechai Gumpel Behrend (auch: Gumpertz)[34] (gestorben 1784), lebte in Halberstadt und Hannover, verheiratet mit Gnendel, Tochter Jonas Meyers[35]
- Mose Kosman Behrend (geboren 1713; gestorben am 29. Februar 1784), Hofjude in Dresden für das Hochstift Münster, ⚭ Golde Michael David (gestorben am 17. Oktober 1753 in Hannover), Tochter (aus erster Ehe) des hannoverschen Hoffaktors Michael David (1685–1758).

## Erinnerungskultur in Halberstadt
Der Gebäudekomplex Bakenstraße Nr. 37 existiert noch heute als ein Überbleibsel seiner umfangreichen Bautätigkeit; bemerkenswert ist dort der gut sichtbare Rest einer von ihm „für das Publico“ angelegten Fußgängerbrücke über die seinerzeit offen durch die Stadt fließende Holtemme.
In dem 2001 von der in Halberstadt seit 1995 ansässigen Moses Mendelssohn Akademie gegründeten Berend Lehmann Museum finden sich in Gebäuden, die schon zu Lehmanns Zeit Institutionen der jüdischen Gemeinde beherbergten, Dokumente zum Leben des Hofjuden neben reichem Material aus der Geschichte des jüdischen Halberstadt im 19. und 20. Jahrhundert.

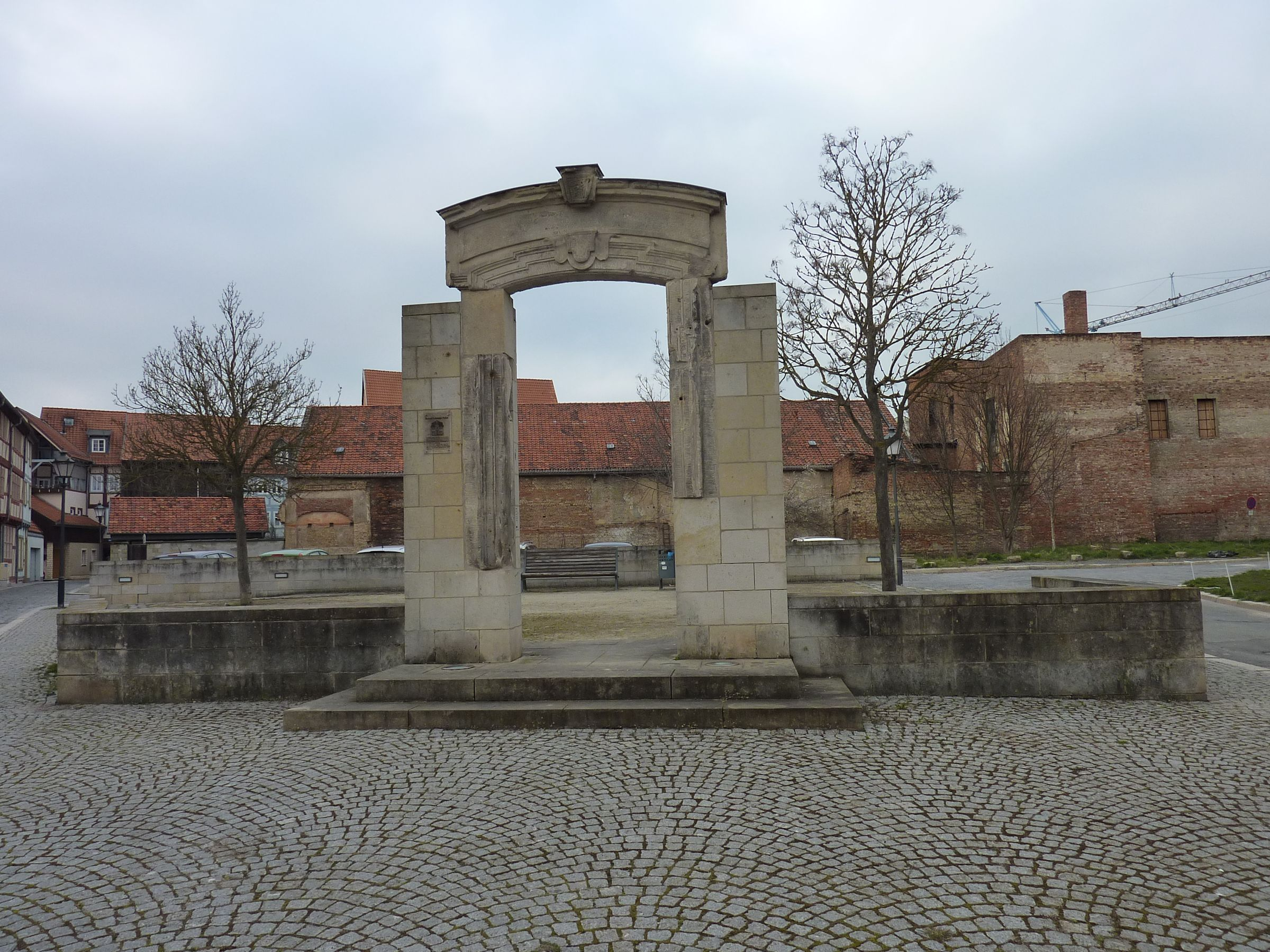
Barocker Türbogen, laut Informationstafel Überrest eines Berend-Lehmann-Palais

Dass der übriggebliebene Türbogen eines 1986 abgerissenen repräsentativen Barockgebäudes, der in der Nähe des Museums an Lehmann erinnert, wirklich von einem Berend-Lehmann-Palais stammt, ist dokumentarisch nicht gesichert.
Die von Lehmann einst gegründete Klaus, Rosenwinkel 18, hat Bombenangriff und DDR-Vernachlässigung überstanden und ist heute Sitz der Moses Mendelssohn Akademie, die sich in Tagungen, Ausstellungen und Vorträgen der Information über jüdisches Leben und jüdische Kultur widmet. Ihr angeschlossen ist das Café Hirsch, in dem jüdisch inspirierte Speisen angeboten werden.

## Heutiges jüdisches Leben in Halberstadt
Nach der nationalsozialistisch veranlassten Zerstörung der Synagoge und dem Holocaust hat es in Halberstadt nur in der Nachkriegszeit kurzzeitig eine jüdische Gemeinde gegeben, in der sich Überlebende der Konzentrationslager sammelten. Nachdem in der Stadt einige Juden aus den GUS-Staaten leben, befindet sich wieder eine religiöse Gemeinde in Gründung.